# Birger Folke
Birger Kjell Herbert Folke, född 3 mars 1936 i Tranås, död 17 september 2020 i Västerleds distrikt i Stockholm, var en svensk expertkommentator för tennis på TV-kanalen Eurosport.
Birger Folke var under 1960-talet framgångsrik som svensk tennisspelare  med åtta svenska mästerskapstitlar bland meriterna. En av titlarna var i herrdubbel, övriga i mixed dubbel. Säsongen 1961 vann han herrdubbeltiteln inomhus tillsammans med Christer Holm. Fyra av mixed dubbeltitlarna vann han 1966, 1967 och 1968 tillsammans med dåvarande svenska ettan bland damer, Christina Sandberg. Folke vann 1965 premiärupplagan av elitserien i tennis inomhus tillsammans med klubbkamrater i Ullevi Tennisklubb. Han var under perioden 1961–1967 styrelseledamot i klubben. 
Folke var under en period (1968) kapten för det svenska Davis Cup-laget. Under senare år fungerade Folke som expertkommentator i TV.